# BSD Daemon
O BSD daemon, apelidado Beastie (Ferinha), é um mascote genérico do sistema operacional BSD.
O BSD daemon é nomeado devido aos programas de computador chamados daemons, encontrados em sistemas operacionais tipo Unix; e através de um jogo de palavras leva a forma desenhada de um demônio místico. O apelido do BSD daemon, Beastie, é uma pronúncia assemelhada a BSD (em inglês). O Beastie carrega um tridente para simbolizar um aforquilhamento do processo daemonizado. 
O website do FreeBSD possui as anotações do Evi Nemeth em 1988 sobre daemons histórico-culturais no Manual da Administração de Sistema Unix: "O conceito dos antigos gregos sobre um 'daemon pessoal' foi similar ao conceito moderno de um 'anjo guardião'... Via de regra, sistemas UNIX parecem ser infestados de ambos daemons e demônios".

## Direito Autoral
O direito autoral do BSD daemon é mantido pelo Marshall Kirk McKusick (um desenvolvedor do BSD que trabalhou com Bill Joy). Ele licenciou livremente o mascote para "uso pessoal dentro dos limites do bom gosto" (um exemplo de mau gosto foi o quadro do Beastie soldando um logotipo do Solaris). Qualquer uso exige ambos um aviso sobre o direito autoral e uma atribuição. A reprodução do daemon em quantidade, como em camisetas e CD-roms exige uma permissão avançada do McKusick, que restringe o uso do Beastie como relacionado ao BSD e não com empresas ou seus logotipos, embora empresas com produtos baseados no BSD como a Scotgold e a Wind River Systems conseguiram este tipo de permissão. McKusick disse no começo dos anos 1990 que "se arrepende ser tão burocrático em relação ao Daemon", porém, ele disse que "quase perd[eu] o mascote para uma certa grande empresa por não exibir diligência devida".

## História
O daemon BSD foi desenhado pela primeira vez em 1976 pelo desenhista de revista em quadrinhos Phil Foglio. O desenvolvedor Mike O'Brien, que estava trabalhando como um chaveiro na época, abriu um cofre de parede no apartamento de Foglio, em Chicago, após seu colega de quarto "sumir" sem deixar a combinação. Como pagamento, Foglio concordou em desenhar uma camiseta para O'Brien, que deu a ele algumas polaroides de um sistema PDP-11 rodando UNIX, junto com algumas descrições sobre coisas que ele queria na arte: canos, demônios com garfos, uma "cesta de bits" denominada /dev/null, e assim por diante. O desenho de Foglio mostrava quatro daemons pequenos alegres carregando tridentes e subindo ou descendo de canos de água em frente a uma caricatura de um PDP-11.
Este desenho foi usado para o primeiro encontro nacional de UNIX nos Estados Unidos (que ocorreu em Urbana, Illinois). A Bell Labs comprou dezenas de camisas mostrando esse desenho, que apareceu subsequentemente em camisetas UNIX por uma década. Usenix comprou os direitos de produção do desenho de Foglio em 1986. Seu desenho original foi aparentemente extraviado e perdido logo após ter sido enviado para a Digital Equipment Corporation para ser utilizada em um comercial, todas as cópias conhecidas são de fotos das camisas remanescentes.
Mais tarde, versões mais populares do daemon BSD foram desenhadas pelo diretor de animação John Lasseter começando com um desenho inicial em tons de cinza na capa do Manual do Gerenciador de Sistemas Unix, publicado em 1984 pela USENIX para o BSD4.2. Seu autor/editor Sam Leffler (que foi membro técnico da CSRG) e Lasseter ambos empregados da Lucasfilm na época. Quatro anos depois,  Lasseter desenhou seu conhecido BSD daemon para a capa do livro co-autorado de McKusick de 1988, O Design e a Implementação do Sistema Operacional BSD4.3. Lasseter desenhou um BSD daemon menos conhecido para a versão BSD4.4 do livro em 1994.

### Uso em logotipos de sistemas operacionais
De 1994 a 2004, o projeto NetBSD usou trabalhos artísticos do Shawn Mueller como logo, mostrando quatro daemons BSD em uma pose similar à famosa foto Raising the Flag on Iwo Jima. Este foi substituído por um desenho mais abstrato da bandeira, escolhido entre mais de 400 em uma competição.
Versões mais novas do OpenBSD (2.3 e 2.4) usaram o BSD daemon com uma auréola mas depois mudaram para o Puffy como mascote. 
O projeto FreeBSD usou um desenho do John Lasseter de 1988 do daemon como ambos logotipo e mascote por 12 anos. No entanto, houve questões sobre a utilidade da imagem como um logotipo. O daemon não foi único ao FreeBSD, já que este foi usado historicamente por outras variantes BSD e membros da equipe central do FreeBSD consideraram ele inapropriado para empresas e fins comercias. Litograficamente, o desenho escaneado de Lasseter não é um desenho feito com linhas, e portanto, o desenho não é facilmente escalável em uma grande quantidade de tamanhos ou redesenho em uma variedade de outras três ou quatro cores. Um concurso para criar um novo logotipo do FreeBSD começou em fevereiro de 2005 e o logotipo ganhador foi escolhido no outubro que se seguiu, apesar do título "o amigo vermelho" ter sido mantido como um mascote oficial do projeto.

#### Nome ultrapassado
Nos anos 1990 um propagandista do Walnut Creek CDROM chamou o mascote de Chuck, talvez numa referência à marca de calçados usados pela personagem. Este nome foi depreceado pelo dono dos direitos autorais, que disse que o BSD daemon "tem muito orgulho do fato dele não ter um nome, ele é apenas o BSD daemon. Se você insiste em um nome, chame-o de beastie".

#### Imagem ASCII
Esta arte ASCII do BSD daemon, feita por Felix Lee apareceu no menu de inicialização do FreeBSD versão 5.x e ainda pode ser usada como imagem de início. Também é usada no protetor de tela daemon_saver.
```
                ,        ,         
               /(        )`        
               \ \___   / |        
               /- 
_
  `-/  '        
              (
/\/ \
 \   /\        
              
/ /   |
 `    \       
              
O O
   
)
 /    |       
              
`-^--'
`<     '       
             (_.)  _  )   /        
              `.___/`    /         
                `-----' /          

   <----.
     __ / __   \          

   <----|====
O)))
==
) \) /
====|
      

   <----'
    `--' `.__,' \         
                |        |         
                 \       /       /\

            ______
( (_  / \______/
 

          ,'  ,-----'   |          
          `--
{__________)          
```